# Дитрих, Адельгейда
Адельгейда Дитрих (нем. Adelheid Dietrich; 13 октября 1827, Виттенберг — 2 апреля 1891, Эрфурт) — немецкая художница, мастер натюрмортов. 

## Биография
Родилась в 1827 году в Виттенберге. Была дочерью и ученицей художника Эдуарда Дитриха (1803–1877).
Адельгейда Дитрих создавала изысканные натюрморты с цветами и фруктами, отличавшиеся продуманной композицией, насыщенностью палитры и чрезвычайной точностью отображения ботанических деталей. Она была одной из поздних представительниц жанра цветочного натюрморта, пик развития которого связан с деятельностью художников из круга Яна ван Хейсума, современника Рембрандта, но который продолжал процветать и позже, в лице таких художников, как например Жан Франсуа ван Даль. 
Свои работы Адельгейда Дитрих в 1840-е годы и позднее регулярно выставляла на различных выставках в Берлине, Бремене, Дрездене, Касселе. Её произведения пользовались коммерческим успехом. На сегодняшний день сохранилось около 50 из них.
Скончалась Адельгейда Дитрих в 1891 году в Эрфурте.

## Натюрморты Адельгейды Дитрих

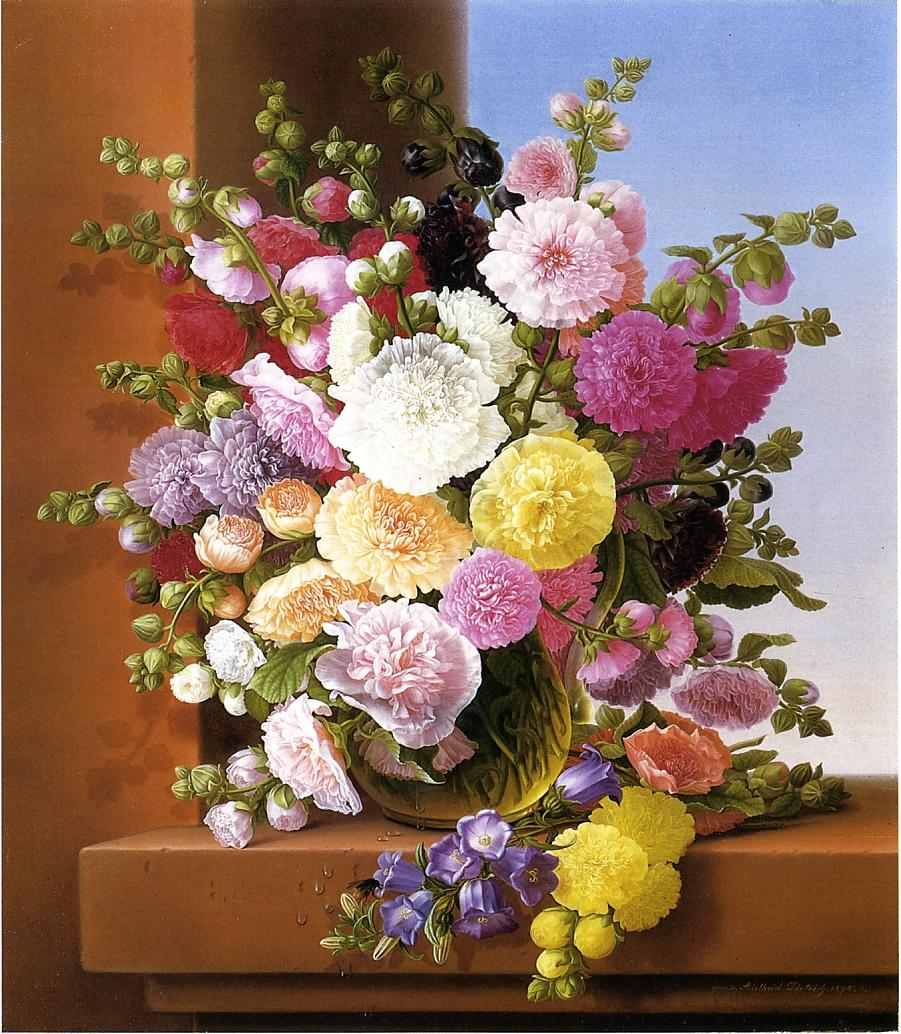
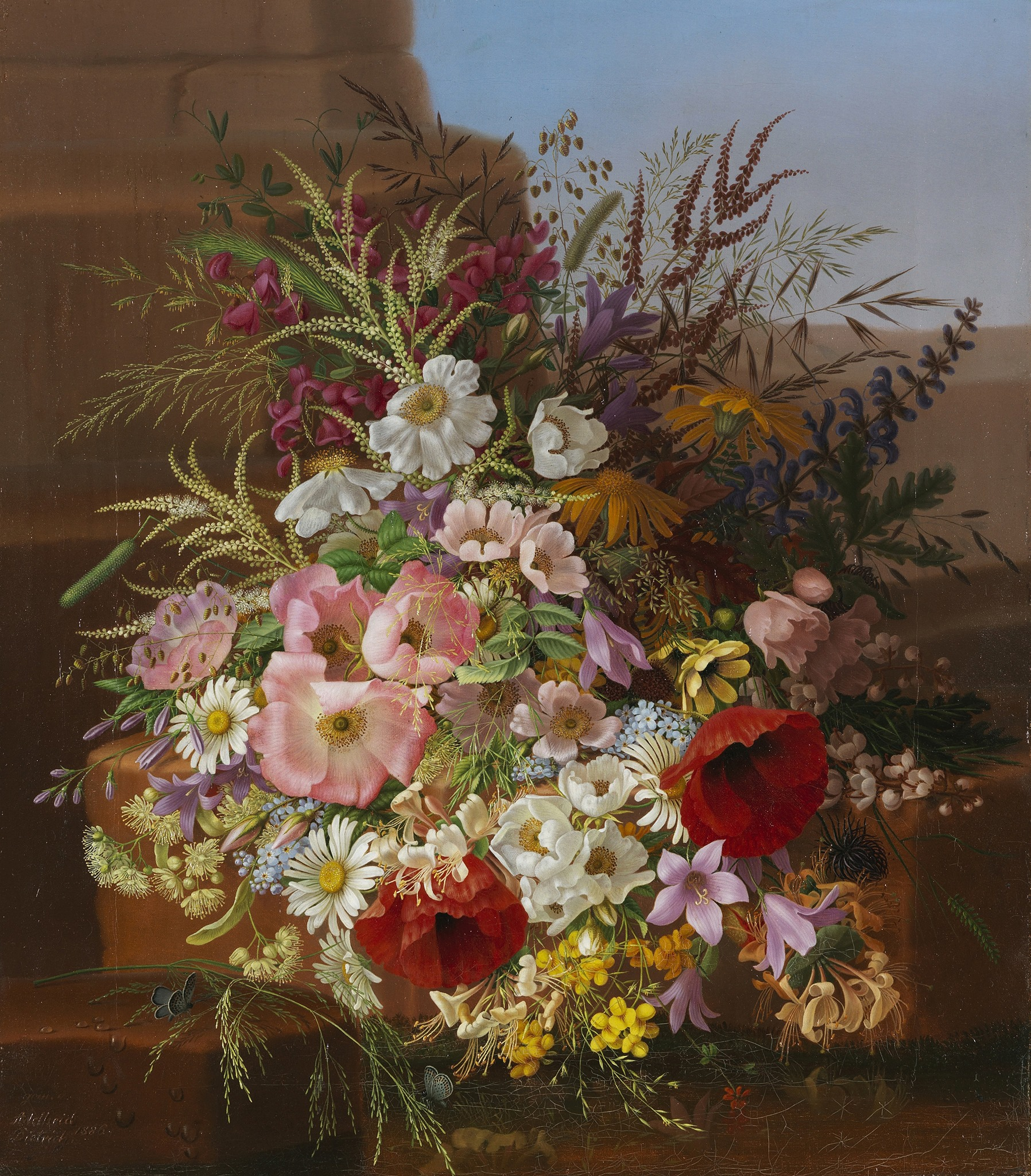
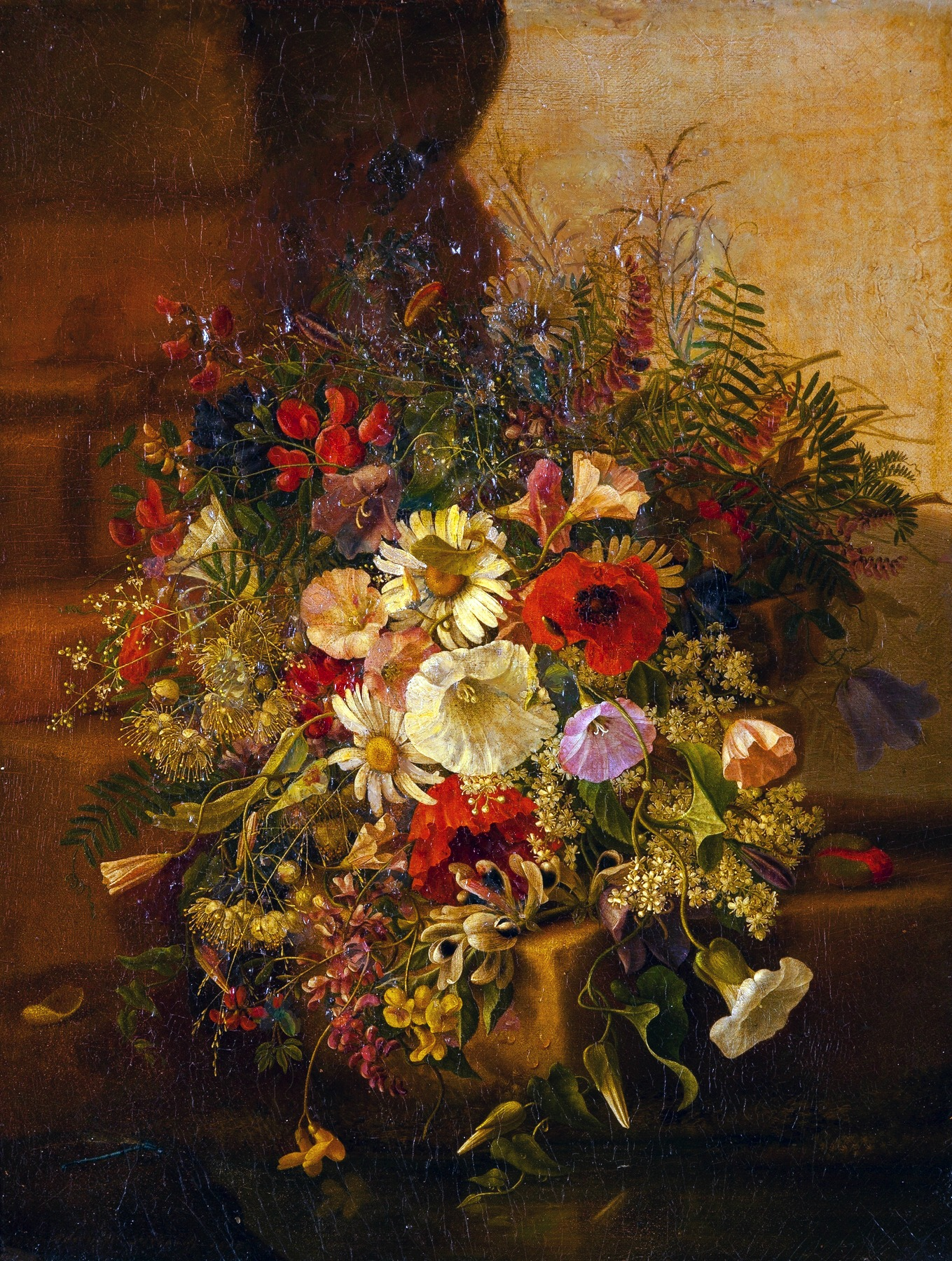
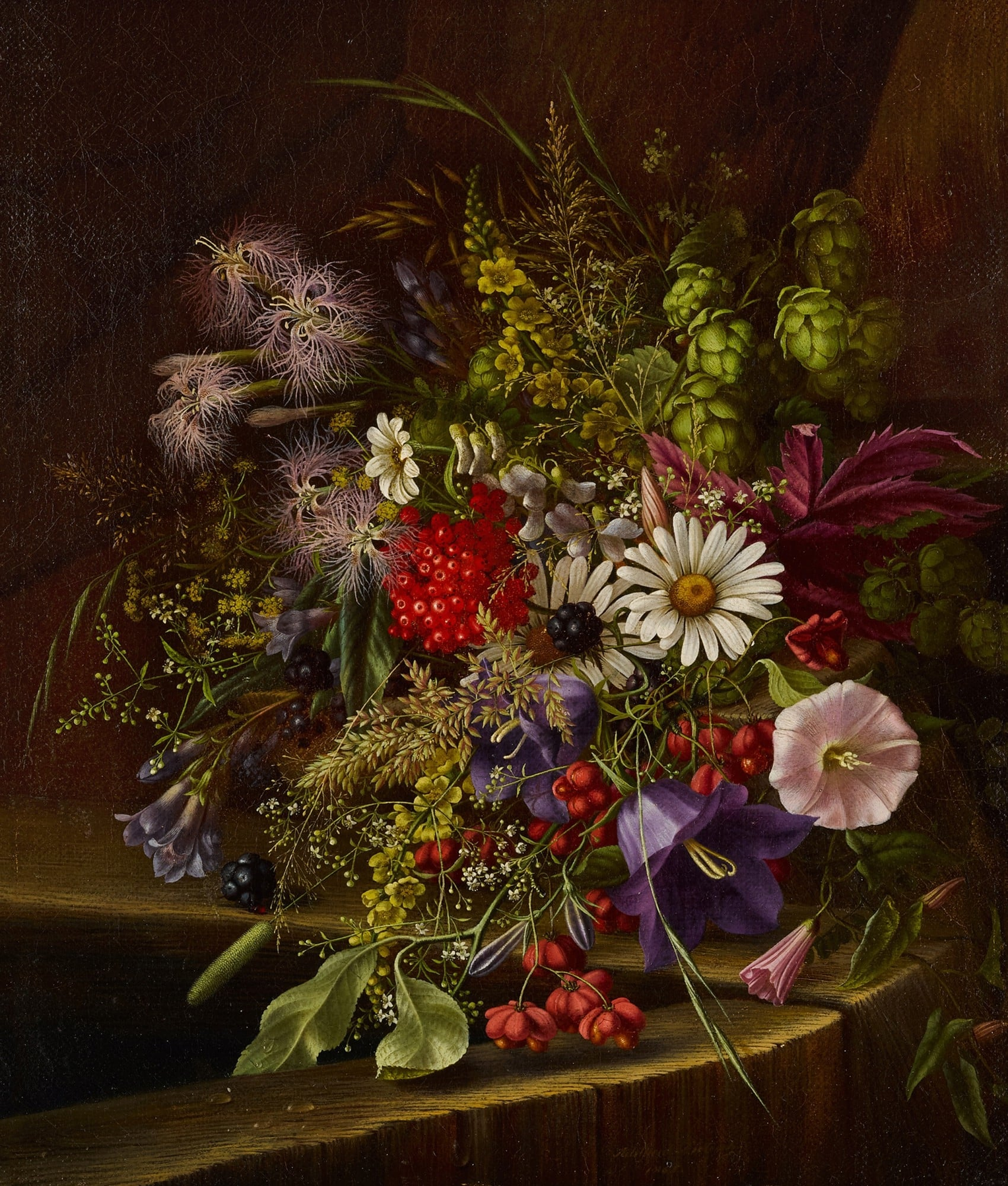
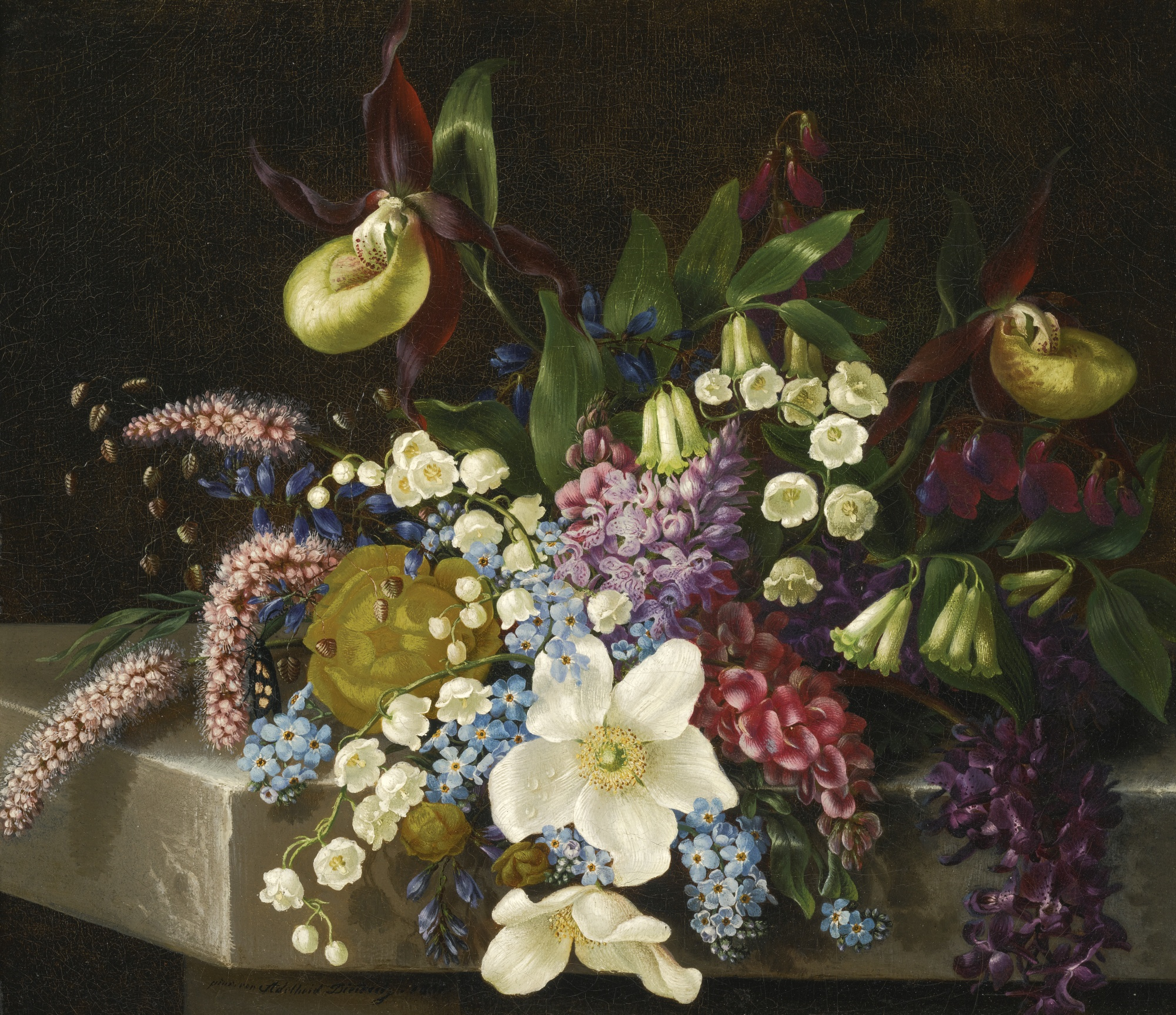
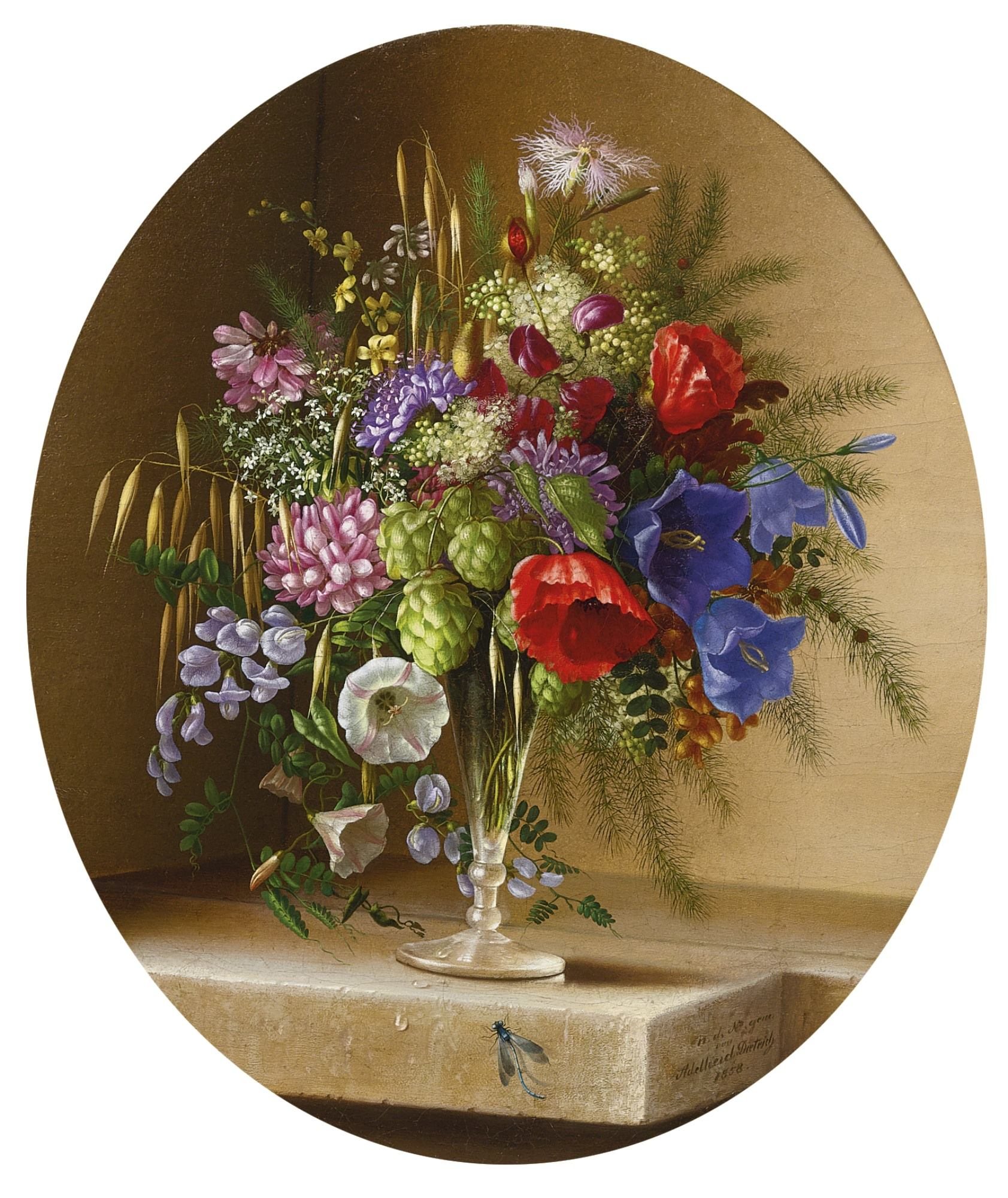
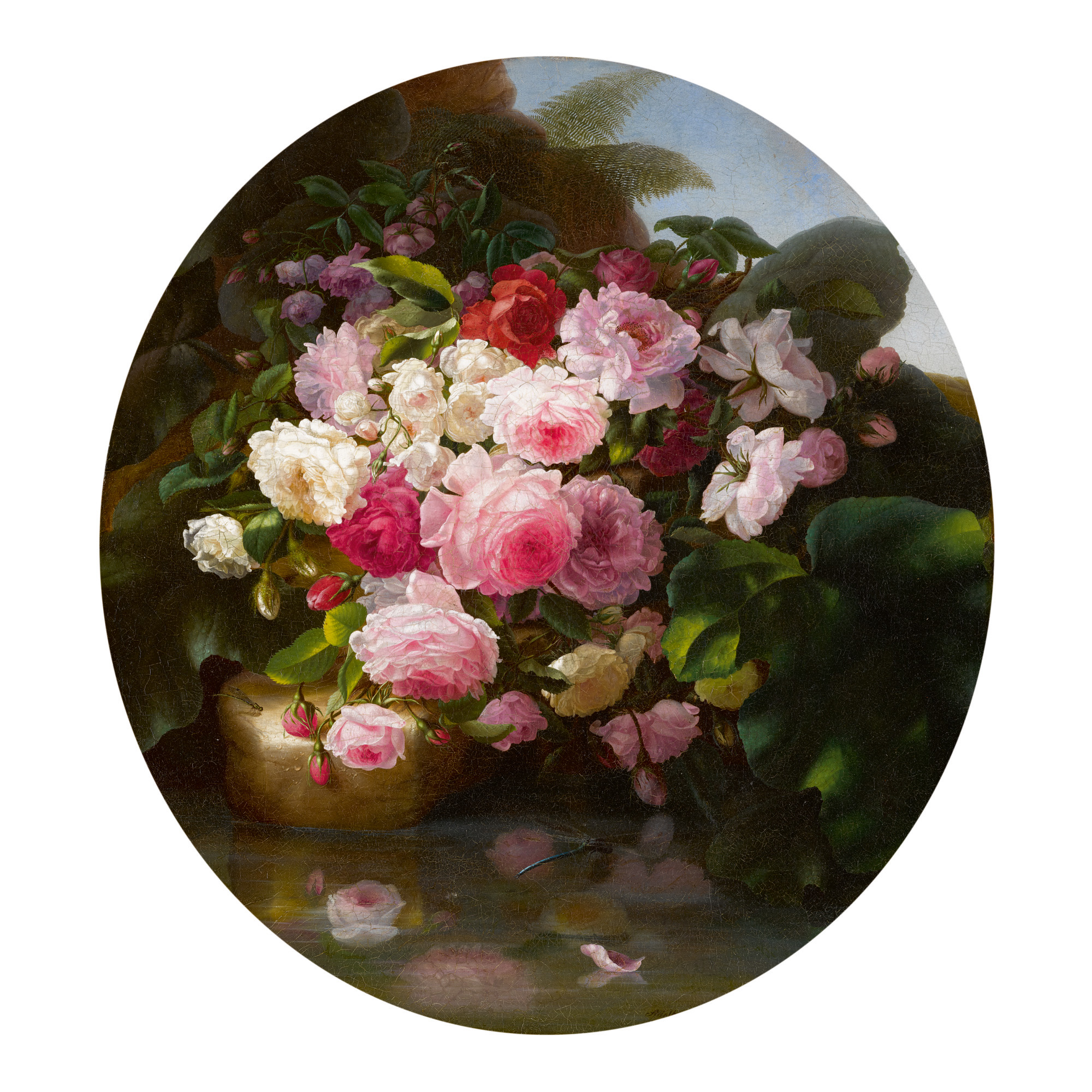
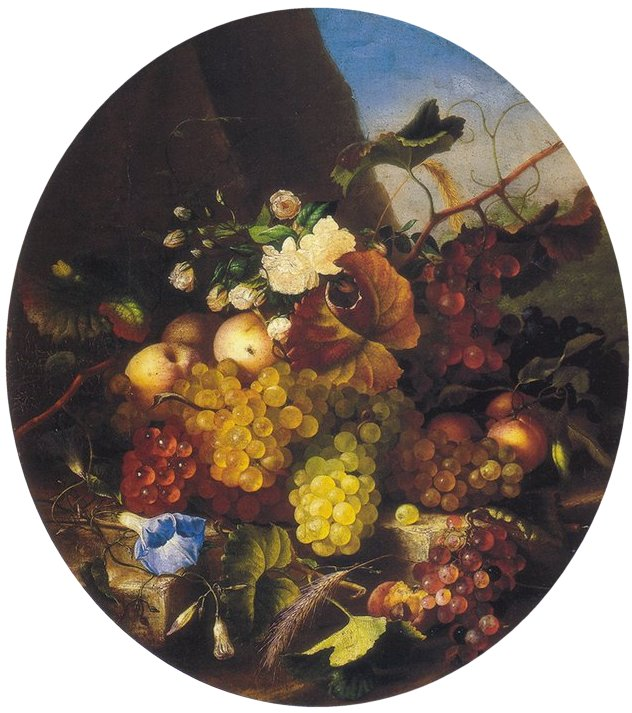
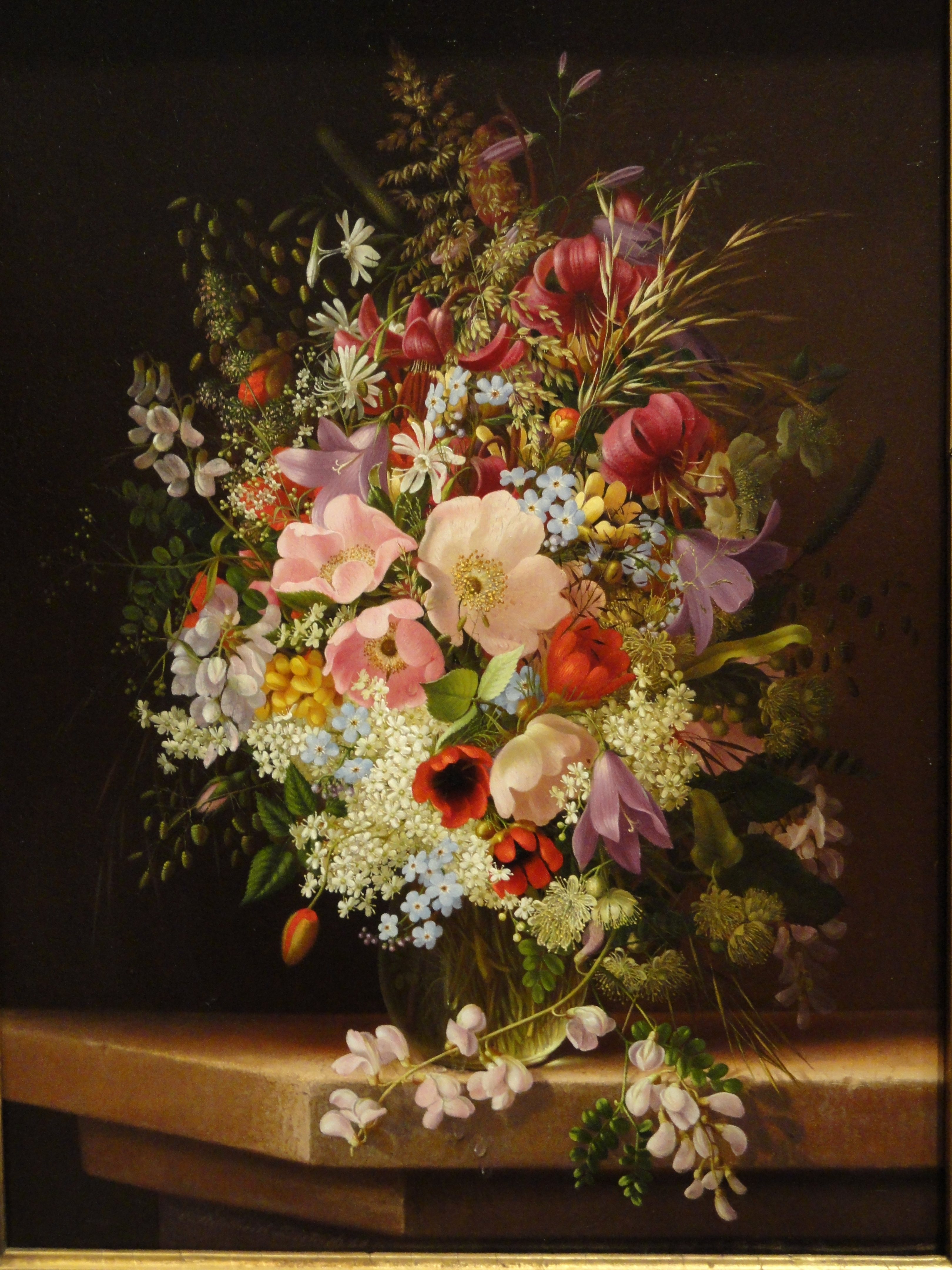
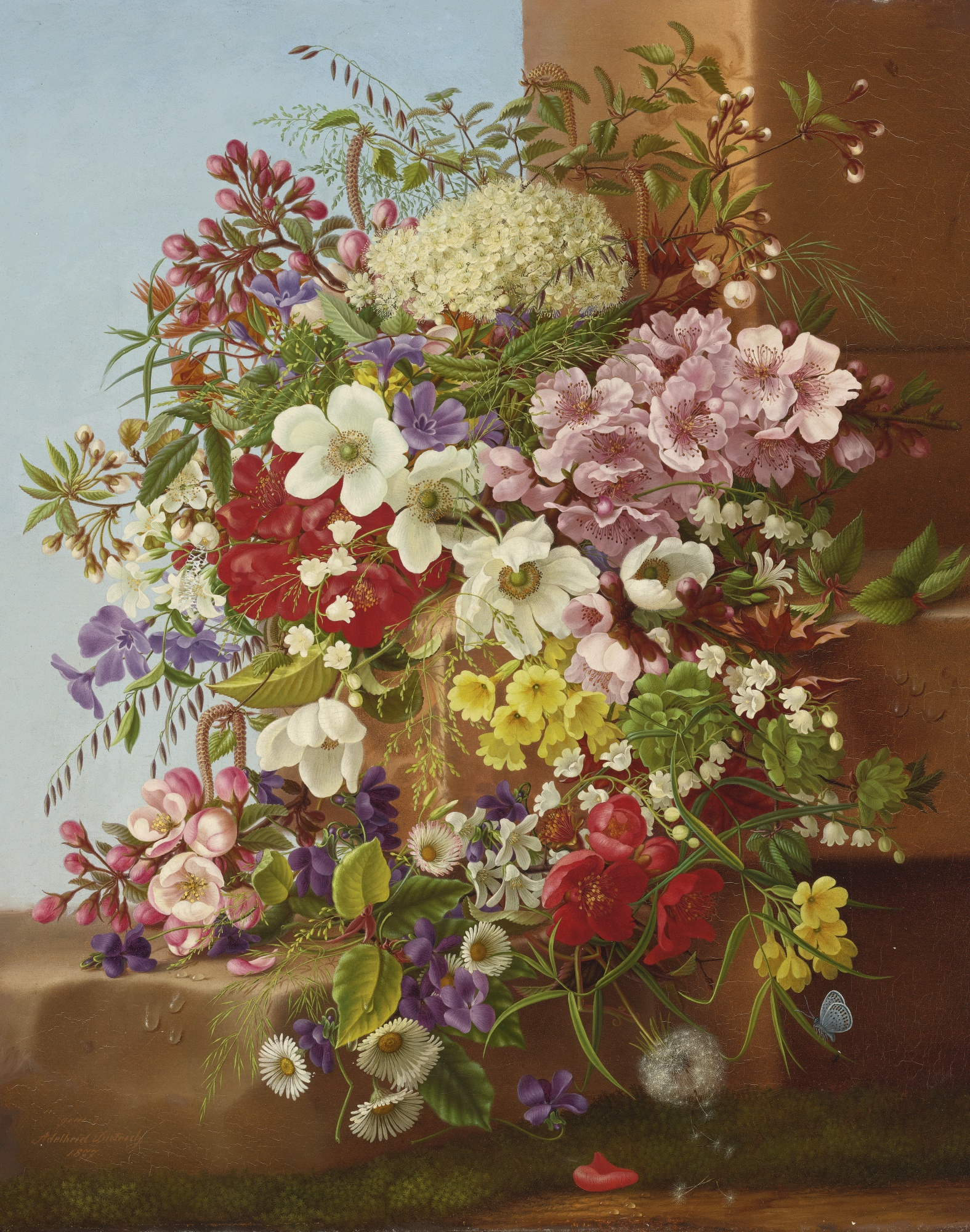
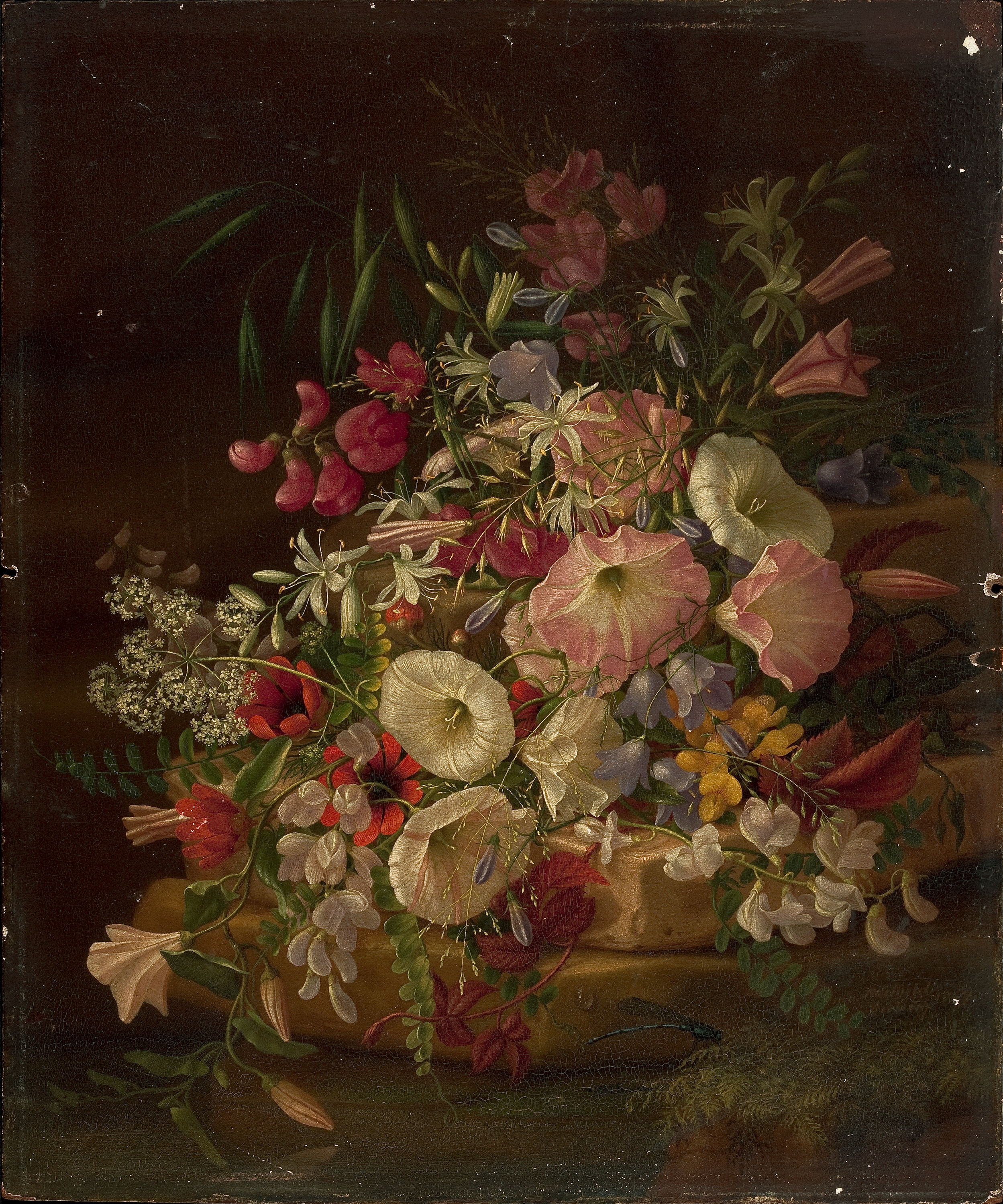
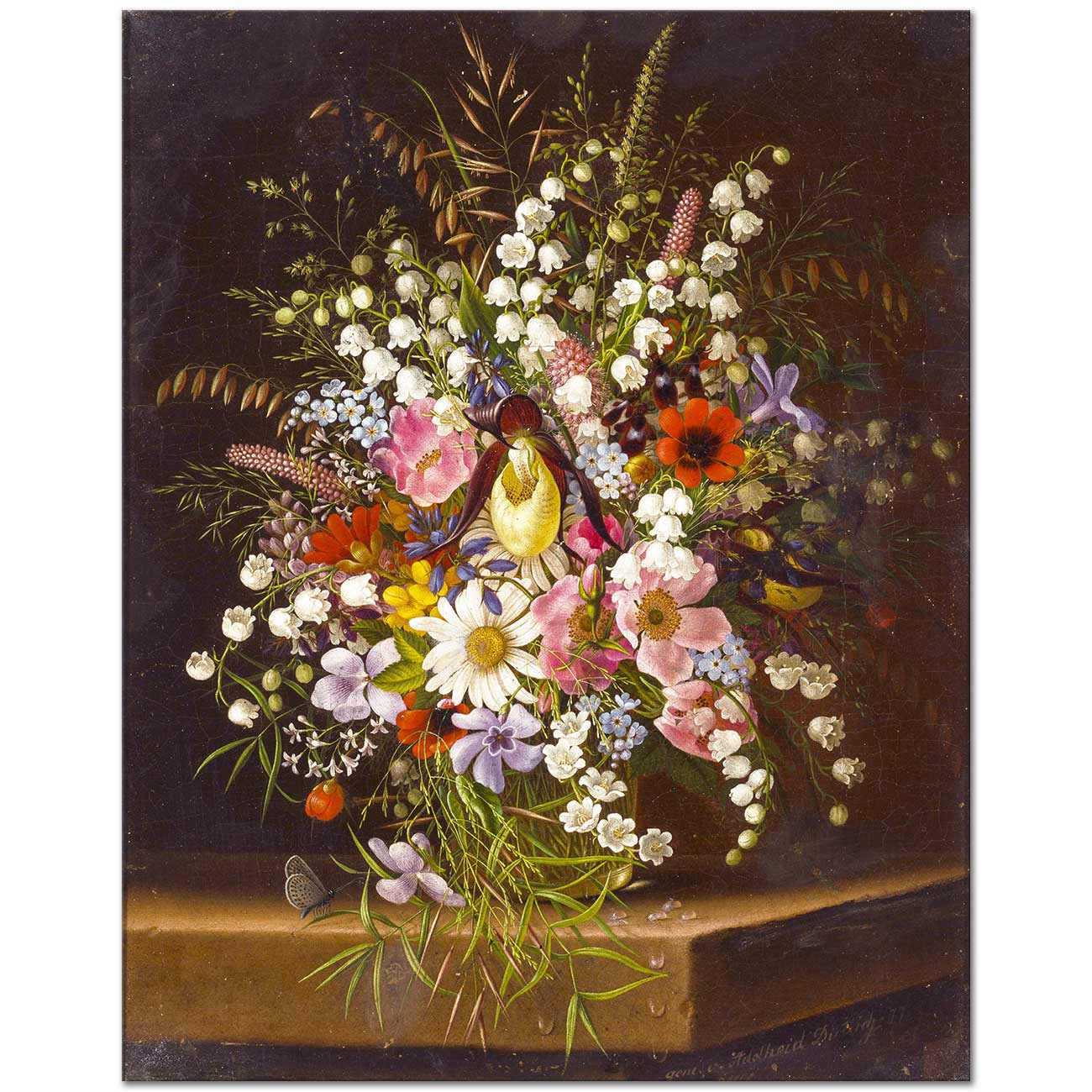